# Élections européennes de 1994 au Portugal
Les élections européennes de 1994 au Portugal (Eleições parlamentares europeias de 1994 (Portugal)) se sont tenues au Portugal le 12 juin 1994, afin d'élire les vingt-cinq députés européens au Parlement européen attribués au Portugal. Elles ont été remportées par le Parti socialiste (PS).

## Contexte
Au pouvoir depuis neuf ans, le Parti social-démocrate (PPD/PSD) d'Aníbal Cavaco Silva souffre, depuis 1991, des effets de la crise économique, après cinq ans de forte croissance et de développement des infrastructures, grâce aux fonds structurels européens. Déjà aux élections locales du 12 décembre 1993, l'opposition de gauche, constituée du PS et de la Coalition démocratique unitaire (CDU), avait remporté plus de 51 % des voix, marquant l'une des premières défaites des sociaux-démocrates depuis 1985.

## Mode de scrutin
Le mode de scrutin retenu prévoit l'élection des députés européens au scrutin proportionnel suivant la méthode d'Hondt, connue pour avantager les partis arrivés en tête. La loi électorale établit à 25 le nombre de sièges à pourvoir. Les députés sont élus dans une seule circonscription, correspondant à l'ensemble du territoire national.

## Tête de liste des principaux partis
| Parti | Parti                                                                                       | Tête de liste    |
| ----- | ------------------------------------------------------------------------------------------- | ---------------- |
|       | Parti social-démocrate Partido Social Democrata                                             | Eurico de Melo   |
|       | Parti socialiste Partido Socialista                                                         | António Vitorino |
|       | Coalition démocratique unitaire Coligação Democrática Unitária                              | Luis Sá          |
|       | Centre démocratique et social - Parti populaire Centro Democrático Social - Partido Popular | Manuel Monteiro  |

## Résultats

### Scores
| Parti                           | Parti                                                    | Voix      | %        | +/-   | Sièges    | +/-        |
| ------------------------------- | -------------------------------------------------------- | --------- | -------- | ----- | --------- | ---------- |
|                                 | Parti socialiste (PS)                                    | 1 061 560 | 34,87 %  | +6,33 | 10        | +2         |
|                                 | Parti social-démocrate (PPD/PSD)                         | 1 046 918 | 34,39 %  | +1,64 | 9         | ±          |
|                                 | Centre démocratique et social - Parti populaire (CDS/PP) | 379 044   | 12,45 %  | -1,71 | 3         | ±          |
|                                 | Coalition démocratique unitaire (CDU) • PCP • PEV        | 340 725   | 11,19 %  | -3,21 | 3 • 3 • 0 | -1 • ± •-1 |
|                                 | Parti communiste des travailleurs portugais (PCTP)       | 24 022    | 0,79 %   | +0,15 | 0         | =          |
|                                 | Union démocratique populaire (UDP)                       | 18 884    | 0,62 %   | -0,46 | 0         | =          |
|                                 | Parti socialiste révolutionnaire (PSR)                   | 17 780    | 0,59 %   | -0,19 | 0         | =          |
|                                 | Parti de la Terre (MPT)                                  | 12 955    | 0,43 %   | Nv.   | 0         | =          |
|                                 | Politique XXI (PXXI)                                     | 12 402    | 0,41 %   | Nv.   | 0         | =          |
|                                 | Parti de la solidarité nationale (PSN)                   | 11 214    | 0,37 %   | Nv.   | 0         | =          |
|                                 | Parti populaire monarchiste (PPM)                        | 8 300     | 0,27 %   | -1,79 | 0         | =          |
|                                 | Parti démocratique de l'Atlantique (PDA)                 | 7 127     | 0,23 %   | Nv.   | 0         | =          |
|                                 | Parti rénovateur démocratique (PRD)                      | 5 941     | 0,20 %   | Nv.   | 0         | =          |
|                                 | Mouvement pour l'unité des travailleurs (MUT)            | 2 893     | 0,10 %   | -0,17 | 0         | =          |
|                                 | Bulletins blancs                                         | 48 916    | 1,61 %   | +0,02 |           |            |
|                                 | Bulletins nuls                                           | 45 320    | 1,49 %   | ±     |           |            |
| TOTAL (participation : 35,54 %) | TOTAL (participation : 35,54 %)                          | 3 044 001 | 100,00 % | N/A   | 25        | +1         |

### Analyse
Dans un contexte d'effondrement de la participation, la plus faible depuis la révolution des Œillets, le PS, qui entame un virage social-démocrate, arrive très légèrement en tête du scrutin, profitant sans doute des effets de la crise économique, et l'emporte tant en voix qu'en sièges, une première depuis 1985. Son principal adversaire, le PPD/PSD, subit assez peu les conséquences des difficultés que connaît le pays et l'usure du pouvoir de son dirigeant, en parvenant à progresser très légèrement.
Obtenant pour la première fois dans ce type de scrutin la troisième place, le CDS/PP, qui avait tenu un discours assez nationaliste, en rupture avec son idéologie chrétienne-démocrate et pro-européenne, recule très légèrement en termes de pourcentages, ce qui montre l'échec relatif de sa nouvelle orientation. Enfin, en recul de plus de trois points, la CDU perd le seul siège dont les écologistes disposaient depuis cinq ans.